# Maria Nagaja
Maria Fjodorovna Nagaja (ryska: Мария Фёдоровна Нагая), född 15??, död 1608, var rysk tsaritsa 1580-1584 som gift med tsar Ivan den förskräcklige.  Hon spelade en viktig roll under tronstriderna under den stora oredan, då hon först erkände och sedan förnekade att Falske Dmitrij var hennes son.

## Biografi
Maria Nagaja var dotter till okolnichy Feodor Feodorovitj Nagoj. Hennes farbror, diplomaten Afanasy Nagoj, var tsar Ivans förtrogna. 
Giftermålet mellan Ivan och Maria ägde rum 1580. Den rysk-ortodoxa kyrkan tillät endast högst tre äktenskap. Maria blev Ivans sjätte eller sjunde hustru. Därför var giftermålet av tveksam legitimitet. Diplomaten Jerome Horsey spekulerade att giftermålet ägde rum för att lugna tronföljaren och bojarernas fruktan att tsaren planerade att fly från landet, men det är obekräftat. Giftermålet ägde rum diskret i en krets av de närmaste. Hon födde 19 oktober 1582 tsarens tredje överlevande son, Dimitrij. 
När tsar Ivan avled 1584, efterträddes han av Fjodor I, och Marias son Dmitrij blev sin halvbrors tronföljare. Landet styrdes av ett regenttråd eftersom Fjodor I led av svag hälsa. Regentrådet sände bort Maria, hennes son och hennes brödet från hovet, och de bosatte sig i hennes sons furstendöme, Uglich. Hon behandlades med yttre respekt, men det styrande regenttrådet fruktade att familjen Nagoja skulle försöka uppsätta Dmitrij på tronen. Alla Marias släktingar förvisades från hovet. 
15 maj 1591 återfanns Marias son, tronföljaren Dmitrij, död under mystiska omständigheter. Maria och hennes bröder anklagades för försumlighet, och hennes bröder fängslades medan Maria tvingades gå i kloster. Det är obekräftat vilket kloster hon tvingades in i. Hon tvingades bli nunna under namnet Marfa. 
År 1604 kallades hon till hovet av Boris Godunov, som bad henne erkänna huruvida hennes son var död eller levande, eftersom det förekom rykten om att han levde. Maria hävdade då att hon inte visste.  
18 juli 1605 hämtades Maria från klostret och fick frågan om Falske Dmitrij var hennes son. Hon bekräftade det, och gynnades därför av Dmitrij. Hon bosatte sig i Starodevitj kloster, hennes släktingar tilläts återvända till hovet, och hon utförde de ceremoniella uppgifter vid hovet som tillkom tsarens mor, så som att motta tsarens brud Marina Mniszech. 
När Falske Dmitrij mördades 1606, förde mördarna hans lik till klostret och ropade ut henne och frågade återigen om han var hennes son. Maria förnekade då att han var hennes son. 